# Maria Wern – Plats 89
Maria Wern – Plats 89 är en svensk kriminalfilm från 2023. Filmen är regisserad av Eva Röse efter ett manus skrivet av Inger Scharis. Den är baserad på Anna Janssons romaner och ingår som tredje filmen av fyra i den nionde säsongen om kriminalinspektören Maria Wern. Filmen hade premiär på TV4, TV4 Play och C More den 28 augusti 2023.
I den nionde säsongen väntar Maria Wern och Sebastian barn. De fall som de ska försöka lösa kretsar kring en död lovande fotbollsspelare, ett beställningsmord som har kopplingar till gängkriminalitet, ett mord på en campingplats samt en kvinna som hittas i en bil i ett kalkbrott.

## Rollista (i urval)
- Eva Röse – Maria Wern
- Erik Johansson – Sebastian
- Peter Perski – Arvidsson
- Lola Zackow – Sasha
- Oscar Pettersson – Emil Wern
- Sigrid Johnson – Linda Wern
- Samuel Astor – Oscar
- Tehilla Blad – Iris
- Katrin Sundberg – Annika ”Fåhret” Fåhreus
- David Arnesen – Alexander
- Emma Broomé – Jenny Sahlberg
- Vivian Cardinal – barnpsykologen